# STS-72
STS-72 (ang. Space Transportation System) – dziesiąta misja amerykańskiego wahadłowca Endeavour i siedemdziesiąta czwarta programu lotów wahadłowców.

## Załoga
źródło
- Brian Duffy (3)*, dowódca
- Brent Jett (1), pilot
- Leroy Chiao (2), specjalista misji 1
- Daniel Barry (1), specjalista misji 4
- Winston Scott (1), specjalista misji 2
- Kōichi Wakata (1), (Japonia) specjalista misji 3

*(liczba w nawiasie oznacza liczbę lotów odbytych przez każdego z astronautów)

## Parametry misji
- Masa:
  - startowa orbitera: 112 182 kg
  - lądującego orbitera: 98 549 kg
  - ładunku: 6510 kg[4]
- Perygeum: 185 km[4]
- Apogeum: 470 km[4]
- Inklinacja: 28,4°[4]
- Okres orbitalny: 91,1 min[4]

## Cel misji
- Przechwycenie satelity SFU (Space Flyer Unit), umieszczonego na orbicie przez japońską rakietę H-II (marzec 1995 r.)[2].

## Spacer kosmiczny
- EVA-1 (15 stycznia 1996, 6 godzin 10 minut): L. Chiao, D. Barry[2].
- EVA-2 (17 stycznia 1996, 6 godzin 54 minut): L. Chiao, W. Scott[2].